# Вацлав Подзимек
Вацлав Подзимек (на чешки: Václav Podzimek) е чешки офицер, драматург и писател на произведения свързани с живота в Чехословашката армия.

## Биография и творчество
Вацлав Подзимек е роден през 1921 г. в Прага, Чехия.
Първият му роман „Osm a půl sestřelu“ (Осем и половина победи) е публикуван през 1972 г. и става модел за социалистическа пропаганда. Той е екранизиран във филма „Vysoká modrá zeď“ (Висока синя стена) през 1973 г.

## Произведения
- Osm a půl sestřelu (1972)
- Vysoká modrá zeď (1974) – преработка във връзка с филма
- Hůl s rukojetí kordu (1975)
- Ocelový flám (1978)
- Ocelová rapsodie (1981)
Стоманена рапсодия, изд. „Военно издателство“, София (1985), прев. Христина Милушева
- Hostování nepřípustné (1984)
- Zmrtvýchvstání karatisty (1985)
- Vyšetrovaním som zistil... (1988)
- Ohlédni se vpřed (1988)

### Екранизации
- 1973 Vysoká modrá zeď – по романа, сценарист
- 1979 Nositelé zeměkoule – ТВ филм, сценарий